# الشرطية الحسناء (مسرحية)
الشرطية الحسناء هي مسرحية كوميدية كويتية من بطولة الفنان داوود حسين والفنان المتميز والمبدع عبد الناصر درويش وكذلك الفنان حسن البلام وإخراج عامر الحمود عرضت سنة 2001 تتحدث عن دور المرأة في المجتمع وانها من الممكن ان تدخل المجالات الخطرة مثل مجال الشرطة، ويقوم الفنان عبد الناصر درويش بتجسيد دور (جميلة)وهي زوجة شرطي متميز، وكذلك اخوها شرطي أيضا والذي يعارض في البدابه فكرة ان تكون المرأة شرطية. تقرر ان تصبح شرطية بعد أن سمح للمرأة بذلك(وذلك سنة 2020)
وطبعا بأسلوب مضحك وجذاب للجمهور كما هو معروف عن الفنان عبد الناصر درويش

## وصلات خارجية
جريدة الشرق الأوسط